# Ахмад бін Ях'я
Ахмад бін Ях'я Гамід ад-Дін (араб. أحمد يحيى حميد الدين; 18 червня 1891 — 18 вересня 1962) — зейдитський імам, король Північного Ємену. Син імама Ях'я Мухаммеда.

## Життєпис
Ахмад, офіційно проголошений 1937 року спадковим принцом, у молоді роки брав активну участь у всіх військових заходах свого батька. Утім, на початку 1940-их років між батьком і сином виникли суперечки. Тоді принц Ахмад налаштував таємні зв'язки з діячами єменської опозиції, невдоволеними консервативними та архаїчними порядками, що панували у королівстві. Ахмад обіцяв після приходу до влади провести низку політичних і соціальних реформ. Однак далі обережних обіцянок справа не пішла.
У лютому 1948 року група змовників на чолі з шейхом аль-Кардаї убила короля й імама Ях'я Мухаммеда. Убивство стало сигналом до повстання курсантів військової школи, які завадили офіційному спадкоємцю престолу зайняти трон. Столицю захопили повстанці, а рада старійшин Сани проголосила королем Ємену Абдаллу ал-Вазіра — представника знатного й багатого роду ал-Вазірів, що здавна мав суперництво з Гамід ад-Дінами. Одним з перших кроків нового короля Абдалли була таємна вказівка своїм прибічникам у Таїзі убити еміра Ахмада. Утім останній з невеликою кількістю солдат і захопленою державною казною зміг утекти з Таїза й через Тіхаму дістатись до Хадджі. Там він закликав племена північного Джебелю розпочати «священну війну» проти узурпатора й «безбожних бунтівників», які захопили Сану. Все зейдитське населення негайно перейшло на його бік. Найбільші арабські монархи — саудівський король Абд аль-Азіз ібн Сауд, єгипетський король Фарук I та йорданський монарх Абдалла I — надали принцу Ахмаду військову та фінансову допомогу. Вже незабаром збройні формування змовників були розбиті в Кеукебані й Амрані. Далі принц Ахмад підійшов до Сани й 14 березня зайняв столицю. Наступного дня він був проголошений королем. За нового монарха все політичне, громадське та культурне життя країни перемістилось у Таїз, хоча Сана продовжувала вважатись столицею. Більшість організаторів і прибічників перевороту були ув'язнені чи страчені (також був страчений Абдалла ал-Вазір, а всі його величезні маєтки – конфісковані).
Після розгрому змовників у країні знову було встановлено автократичний режим, що спирався на вождів зейдитських племен півночі та сходу країни. Однак король Ахмад мав провести деякі реформи. Так, вперше в історії незалежного Ємену було започатковано виконавчий орган влади — Рада міністрів, що здійснювала свої функції під контролем. Були створені більш сприятливі умови для підприємницької діяльності. У Сані й Таїзі відчинились кілька світських шкіл. З початку 1950-их років було організовано відрядження єменської молоді за кордон на навчання. Утім всі ті заходи, звичайно, не могли задовольнити опозицію. Вже на початку 1950-их років вона оговталась від репресій 1948 року. Одна за одною в Ємені виникли таємні організації. Багатьох прибічників реформатори мали серед офіцерів, особливо у таїзькому гарнізоні. На чолі групи невдоволених стояв підполковник Ахмад ас-Суляї.
1955 року, після перемоги революції в Єгипті, Ахмад ас-Суляї плекав ідею військового перевороту. У березні, довідавшись, що король віддав наказ про його арешт, ас-Суляї підбурив заколот, оточив палац Ахмада, захопив радіоцентр і телеграф. Заколотники вимагали, щоб король зрікся престолу на користь свого молодшого брата еміра Абдалли. Ахмад підписав акт про зречення, але відмовився виїхати за кордон і лишився у своєму палаці в Таїзі. На щастя для короля, енергійні дії принца Мухаммеда аль-Бадра поклали край заколоту. У момент виступу ас-Суляї Мухаммед перебував у Ходейді (він був губернатором провінції). Змовники розраховували, що принц перейде на їх бік і визнає королем свого дядька Абдаллу. Однак принц Мухаммед вирушив до Хадджі, де зберігались зброя та гроші Гамід ад-Дінів. Там, зібравши ополчення племен хашідів і бакілів та очоливши їх, принц Мухаммед вирушив на Таїз, до якого вже підійшли віддані королю Ахмаду племена ар-рахіда. 5 квітня 1955 року місто було взято без бою, а заколотників – заарештовано. Наступного дня їх стратили. Потім смертний вирок винесли повсталим братам Ахмада — принцу Абдаллі та принцу Аббасу. За заслуги, «надані династії», аль-Бадр був проголошений спадковим принцом.
У міжнародній політиці імам Ахмад підтримував гарні стосунки з комуністичними режимами, насамперед з СРСР та Китаєм. Наприкінці 1950-их років імам приєднався до союзу Єгипту та Сирії. Однак союз тривав недовго, 25 грудня 1961 року Єгипет розірвав дипломатичні відносини з Єменом. Об'єднана Арабська Республіка почала підтримувати республіканський рух проти імама. Також імам Ахмад продовжував політику свого батька, короля Ях'я, щодо створення «Великого Ємену», прагнучи приєднати до Північного Ємену британський протекторат Аден.
В новому уряді, який формально очолив сам король, Мухаммед аль-Бадр став його заступником, міністром закордонних справ і головнокомандувачем збройних сил. Оскільки хворий король Ахмад практично не займався державними справами, політична влада фактично перейшла до рук принца. Мухаммед аль-Бадр заявив про свої наміри провести у країні низку реформ, що сприяли б виходу Ємену зі стану середньовічної відсталості. За його підтримки наприкінці 1950-их років у країні почали створюватись акціонерні компанії та почалось будівництво невеликих промислових підприємств. У Ходейді було збудовано сучасний глибоководний морський порт. Місцеві та іноземні компанії почали будівництво електростанцій, шосейних доріг і водопроводів. У великих містах відкривались нові світські школи, лікарні та поліклініки. У Таїзі почали видаватись газети.
1959 року принц Мухаммед аль-Бадр виступив з новими планами широких реформ, що передбачали перетворення в адміністративній та законодавчій галузях, запровадження безкоштовної медичної допомоги та подолання корупції. Однак здійснити їх не вдалось — у серпні 1959 року король Ахмад усунув сина від керівництва країною. Невдовзі почались нові виступи опозиції. Невдоволення охопило навіть зейдитські племена хашідів і бакілів, які завжди вважались головною опорою трону. Постійно спалахували повстання, які король Ахмад придушував з притаманною йому жорстокістю. Король зазнав кількох замахів. У березні 1961 року імама Ахмада було серйозно поранено під час відвідування лікарні у Ходейді, а 18 вересня наступного року після тривалої хвороби він помер.